# Ophusum
Ophusum (dansk) eller Uphusum (tysk) er en landsby og kommune beliggende på grænsen mellem gesten (midtsletten) og marsklandet i det vestlige Sydslesvig. Administrativt hører kommunen under Nordfrislands kreds i den tyske delstat Slesvig-Holsten. Kommunen samarbejder på administrativt plan med andre kommuner i omegnen i Sydtønder kommunefællesskab (Amt Südtondern). I kirkelig henseende hører Ophusum under Brarup Sogn. Sognet lå i Kær Herred (Tønder Amt), da Slesvig var dansk indtil 1864.
Ophusum er første gang nævnt 1499 (Flensborg Amts Regnskaber). Stednavnet beskriver husenes forholdsvis høje beliggenhed (sml. Nederby i Angel).  
Byen er stationsby på banestrækningen mellem Nibøl og Tønder.  Den vestlige del af kommunen ligger i Gudskogen, hvor gårdene ligger på opkastede værfter.